# Scottie Scheffler
Scott Alexander Scheffler (ur. 21 czerwca 1996 w Ridgewood, New Jersey) jest amerykańskim zawodowym golfistą, grającym w PGA Tour. Obecnie zajmuje pierwsze miejsce w Official World Golf Ranking (stan na 20 sierpnia 2024). Zdobył dwa tytuły wielkoszlemowe, wygrywając w Masters Tournament w 2022 i 2024 roku. Złoty medalista na Igrzyskach Olimpijskich w Paryżu w 2024 roku.